# Kaliwerk Gewerkschaft Irmgard
Das stillgelegte Kalibergwerk Gewerkschaft Irmgard liegt etwa 1,6 km nordöstlich von Hauteroda, einem Ortsteil der Stadt An der Schmücke im thüringischen Kyffhäuserkreis (vergleiche nachstehenden Lageplan). Nur etwa 225 m Luftlinie vom Schacht Irmgard entfernt liegt Schacht Walter der gleichnamigen Gewerkschaft. Beide Gewerkschaften bauten am Südrand der Hohen Schrecke eine flachwellige, zumeist aus konglomeratischem Carnallitgestein bestehende Kalilagerstätte ab. Obwohl beide Schachtanlagen miteinander durchschlägig waren, soll im Folgenden aus handelsrechtlichen Gründen 1 die juristisch eigenständige „Gewerkschaft Irmgard“ mit ihrem Grubengebäude aus den zur Zeit zugänglichen Archivalien bzw. Statistischen Jahrbüchern dargestellt werden.
Teufbeginn für Schacht Irmgard war im Jahre 1911. Ende 1912 hatte er seine Endteufe mit 405 m erreicht. Die Gewinnung von Carnallitit, Hartsalz und Steinsalz erfolgte ab 1913. Die bergmännische Abbaumethode war das Kammerbau-Verfahren. Gefördert wurden diese Rohstoffe ausschließlich über Schacht Walter. Die Weiterverarbeitung der Salze erfolgte in Fabrikanlagen der „Gewerkschaft Heldrungen II“. Im Jahre 1924 wurde die Schachtanlage „Gewerkschaft Irmgard“ gemäß § 83a der Stilllegungsverordnung endgültig stillgelegt (nähere Erläuterungen zu den betreffenden Rechtsvorschriften: siehe unter Abschnitt „Stilllegung des Kaliwerkes“).
1 Von den ausgegebenen 1000 Kuxscheinen waren nur jeweils 51 % in Händen der gleichen Gewerken. Die restlichen Kuxe waren gestreut. Auch die Zubußen der Gewerken beider Gewerkschaften Irmgard und Walter waren völlig unterschiedlich; ebenso die erteilten Beteiligungsziffern innerhalb des Kalisyndikats. Dieser finanziellen und wirtschaftlichen Trennung der beiden Kalibergwerke folgt somit auch die separate Abhandlung beider Schachtanlagen in der Wikipedia.

## Such- und Erkundungsarbeiten
Im Jahr 1861 gelang es chemischen Fabriken im Staßfurter Raum, die als „unrein“ bezeichneten, beim Abteufen der ursprünglich nur auf die Gewinnung von Steinsalz zur Anreicherung der schwachen Sole der Staßfurter Saline niedergebrachten Schächte v. d. Heydt / v. Manteuffel vorgefundenen carnallitischen Salze für eine technische Verwendung nutzbar zu machen. Es war möglich geworden, das in diesen Salzen enthaltene Kaliumchlorid (KCl) zu lösen und letztlich als Düngemittel in der Landwirtschaft zu vermarkten. Und das Bekanntwerden dieser Kalisalzfunde -das „Staßfurter Berggeschrey“- regte auch an Unstrut und Finne die Suche nach solchen Salzlagerstätten an.
Die seit Menschengedenken bekannten und auch teils genutzten Solequellen in der näheren und weiteren Umgebung ließen auch hier das Vorhandensein von Salzen im tieferen Untergrund vermuten. Ein Industrieller namens Emil Sauer 1 engagierte sich zuerst bei der Suche und Erkundung von zum Abbau geeigneter Kalilagerstätten. Mit Gründung der „Kalibohrgesellschaft Heldrungen“ im Jahre 1897 begann er umfangreiche und letztlich erfolgreiche geologische Erkundungsbohrungen. Eine nordöstlich von Hauteroda im Dornbachtale niedergebrachte Bohrung, Tiefbohrung VII, erbohrte von 355,24 m bis 403,00 m Teufe Kalisalze mit einem Gehalt von 23,82 % bis 26,98 % Chlorkalium; des Weiteren von 396,01 m bis 403,15 m und von 407,59 m bis 413,00 m Teufe hochprozentigen Sylvinit mit einem Gehalt bis zu 43 % Chlorkalium. Diese Bohrung liegt zwischen den Schachtansatzpunkten der später geteuften Schächte Irmgard und Walter.
1 Emil Sauer aus Berlin gründete 1887 die Gewerkschaft Wilhelmshall bei Anderbeck, 1897 die Kalibohrgesellschaft Heldrungen und in der Folge die Gewerkschaften Heldrungen I und II, Walter und Irmgard sowie später, 1905, die Kalibohrgesellschaft Neuhof, die am 1. Dezember 1905 durch notariellen Akt in die Gewerkschaft Neuhof umgewandelt wurde.

## Die geologischen und hydrogeologischen Lagerstättenbedingungen

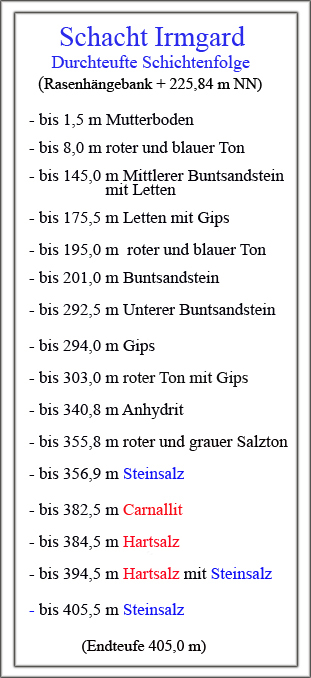
Geologisches Profil des Schachtes Irmgard

Das Grubenfeld der Gewerkschaft Irmgard befindet sich auf der Südwest-Flanke des Heldrunger Sattels. Dieser streicht parallel zum Roßlebener Sattel, welcher zum nordöstlichen Teil der Hermandurischen Scholle gerechnet wird.
Schacht Irmgard erreichte das Kaliflöz Staßfurt bei 356,9 m Teufe. Die oberen Partien dieses rund 38 m mächtigen Flözes mit fast söhliger Lagerung bestehen aus Hartsalz mit einem Durchschnittsgehalt von 21 % Kaliumchlorid (KCl).
Einzelne Partien erreichten bis zu 30 % KCl. Die liegende Fazies des Kaliflözes Staßfurt von 2 m Mächtigkeit unmittelbar in Schachtnähe besteht ebenfalls aus Hartsalz mit einem Kaliumchloridgehalt von durchschnittlich 19,1 %. Die Zwischenschicht besteht aus Carnallit mit bis zu 18,4 % KCl (vergleiche nebenstehendes Schichtenprofil).
Hydrogeologisch ist das gesamte Gebiet der an Unstrut und Finne gelegenen Kalischächte gekennzeichnet durch die starke Wasserführung des Buntsandsteins, insbesondere der Rogensteinzonen des Unteren Buntsandsteins. Zuflüsse beim Abteufen der Schächte bis zu 4 m³ / min waren nicht selten.

## Der Betrieb des Kaliwerkes

### Die finanziell-betriebswirtschaftlichen Verhältnisse
Gründung: Die „Gewerkschaft Irmgard“ wurde erst nach 1910 gegründet, nachdem von der „Gewerkschaft Walter“ der südliche Feldesteil ihrer Gerechtsame abgetrennt und auf die Gewerkschaft Irmgard übertragen worden war. „Gründungsvater“ war, wie u. a. auch bei den beiden benachbarten Gewerkschaften Heldrungen I und II, der Industrielle Emil Sauer aus Berlin. Dieser hatte sich bereits mit der Gründung der „Kalibohrgesellschaft Heldrungen“ im Jahre 1897 um die Suche und Erkundung von zum Abbau geeigneter Kalilagerstätten verdient gemacht (siehe Lageplan rechts).
Anzahl der Kuxe:
1.000 Stück, davon befanden sich vor dem Besitzübergang der Gewerkschaft an die Kali-Industrie AG 251 Stück im Besitz der Deutschen Kaliwerke und 250 Stück im Besitz der Gewerkschaft Hedwigsburg mit Sitz im niedersächsischen Hedwigsburg.
Kalisyndikat:
Mitglied seit 1912. Die Gewerkschaft Irmgard erhielt am 1. November 1912 eine provisorische Beteiligungsquote von 3,06 Tausendstel, ab 1. Januar 1925 eine reguläre von 3,6314 Tausendstel und letztlich ab 1. Oktober 1932 eine solche in Höhe von 3,4132 Tausendstel aller Werke.
Interessen- und Betriebsgemeinschaft bestand früher mit Walter und Heldrungen. Die Verwaltung dieser Gemeinschaft bestand aus drei Mitgliedern, von denen jede Gewerkschaft eines ernannte – Heldrungen I und II galten dabei als Einheit. Den Vorsitz führte das von Heldrungen ernannte Mitglied. Der Vertrag bezweckte eine völlige wirtschaftliche Gleichstellung der drei Gewerkschaften. Gewinn und Verlust trug jede Gewerkschaft zu 1/3, doch zogen, um einen der wirtschaftlichen Lage der drei Gewerkschaften entsprechenden Ausgleich zu schaffen, Irmgard 1000 M je Kux und Walter 500 M je Kux Zubuße ein. Dies geschah zum 1. Oktober 1921. Gemäß Beschluss der Gewerkenversammlung vom 17. Dezember 1924 wurde diese Betriebsgemeinschaft aufgelöst. [aus: Mossner, 1936]
Zweischachtfrage: Querschlägige Verbindung mit dem Schacht der Gewerkschaft Walter. Die im Irmgardfelde gewonnenen Salze werden zwecks Vereinfachung der Förderung im Walterschacht zu Tage gehoben. [aus: Mossner, 1936]
Tagesanlagen: Kauengebäude mit Büro, definitives Fördermaschinengebäude, elektrische Fördermaschine. Der elektrische Strom wird von der Zentrale der Gewerkschaft Heldrungen II bezogen. Außerdem über Heldrungen II Überlandanschluss an das Überlandwerk Bretleben. Verarbeitung der Salze auf Heldrungen II. Grubenanschlussbahn von 3,5 km Länge. Nach der Betriebsstilllegung wurden die Tagesanlagen verwertet.[aus: Mossner, 1936]
Hier einige statistische Zahlen aus den Jahren 1912 bis 1914:
1912: Vorstand: Emil Sauer in Berlin. Direktor: Franke in Oberheldrungen. Betriebsführer: Obersteiger Schulze. Der Schacht wird abgeteuft. Tagesanlagen sind errichtet.
1913 wie 1912: Des Weiteren: Der Schacht wird ausgebaut. Die Tagesanlagen sind errichtet. Eisenbahnanschluss: Über „Walter“ nach Heldrungen II. Elektrische Kraft von Heldrungen II. Belegschaft: 100 Mann.
1914: Vorstand: Emil Sauer in Berlin. Verwaltung: Bergwerksdirektor Bergassessor Dr. Lohmann in Oberheldrungen. Betriebsführer: Obersteiger Schulze. Aus- und Vorrichtungsarbeiten. Die Tagesanlagen sind errichtet. Belegschaft: 100 Mann.

### Der Schachtbau
Mit dem Abteufen des Schachtes Irmgard wurde 1911 begonnen. Ende 1912 wurden diese Arbeiten bei der erreichten Endteufe von 405 m eingestellt. Der Schachtdurchmesser beträgt nur vier Meter, da dieser Schacht von vornherein als sogenannter „Polizeischacht“ (das ist ein aufgrund bergpolizeilicher Vorschrift geforderter zweiter Ausgang einer Schachtanlage) konzipiert war. Nach der Fertigstellung diente Schacht Irmgard auch nicht der Förderung der gewonnenen Salze, sondern lediglich zur Wetterführung und Seilfahrt.
Bis zur Teufe von 60 m wurde der Schacht ausgemauert; von da ab bis zur Endteufe steht er in Tübbings.
Höhe der Rasenhängebank: +225,84 m NN. Gesamtteufe: 405 m.
1. Sohle: −158,6 m NN (384-m-Sohle).
Der Abstand zum Schacht Walter beträgt etwa 225 m Luftlinie.

### Aus- und Vorrichtung, Abbau- und Versatzverfahren
Das eigentliche Abbaufeld befindet sich nördlich vom Schacht bereits in der Gerechtsame der Gewerkschaft Walter. Bergrechtlich legitim, bestanden ja formell zwischen den Gewerkschaften Heldrungen I und II sowie Walter entsprechende vertragliche Vereinbarungen. Über die im Rißwerk als Hauptsohle bezeichnete 1. Sohle gewann man in 6 Abbaukammern (Nr. 1 bis 6) Carnallit und vermutlich auch Hartsalz. Detaillierte quantitative und qualitative Angaben liegen nicht vor. Die Längen der einzelnen Gewinnungsorte waren unterschiedlich und den Lagerungsverhältnissen des Kaliflözes Staßfurt geschuldet. Die längste Abbaukammer, Abbau Nr. 2 Westen, hatte eine Länge von rd. 100 m bei einer Breite von ca. 10 m. Abbau Nr. 2 Osten erreichte bei knapp 100 m Länge bereits die östliche Grenze der Gerechtsame der Gewerkschaft Walter. Die Breite der Sicherheitspfeiler zwischen den Abbaukammern betrug 10 m; Angaben zur Firsthöhe fehlen.
An dieses Abbaufeld schloss sich westlich davon -ebenfalls im Niveau der 1. Sohle- ein weiteres Abbaufeld mit den Abbauen Nr. 1a bis 4a an. Nach Ansicht des Autors sind dies sogenannte Bergemühlen. Sie dienten der Gewinnung von Steinsalz vornehmlich als Versatzmaterial für die leergeförderten Abbaukammern im gebrächen Carnallit bzw. Hartsalz. Da in der Sekundärliteratur zuweilen auch vom „Steinsalzbergwerk Walter“ geschrieben wird, ist es auch möglich, dass saubere, d. h. anhydritfreie Partien des anstehenden Steinsalzes selektiv gewonnen und als Industrie- und Speisesalz gefördert wurden.
Ganz im Norden des Grubenfeldes Irmgard durchfuhren zwei streichende Strecken bereits die Markscheide zur Gerechtsame Heldrungen I. Bei Betrachtung des erhaltenen Rißwerks dieser Schachtanlage fällt auf, dass darin keine Horizontalbohrungen zur Lagerstättenerkundung dokumentiert worden sind. Und wenn man sich die äußerst kurvenreiche Streckenführung im südlichen Feldesteil betrachtet, kommt man zu dem Schluss, dass auch keine flachbohrtechnischen Erkundungsarbeiten durchgeführt wurden. Solche Untersuchungsarbeiten waren recht aufwendig und teuer. Diese Kosten wollte man sich sicherlich sparen; wichtiger war, dass der Schachtanlage eine Beteiligungsziffer zuerkannt war und die daraus resultierende Absatzmenge an Kaliprodukten mühelos bereitgestellt werden konnte.
Wie schon eingangs erwähnt, bilden die Grubenfelder beider Gewerkschaften, der Gewerkschaften Irmgard und Walter, faktisch eine Einheit. Sie werden hier jedoch aus handels- und bergrechtlichen Gründen separat abgehandelt (Einzelheiten zum Grubenfeld der „Gewerkschaft Walter“ befinden sich im gleichnamigen Wikipedia-Artikel). So grenzen auch beide Schachtsicherheitspfeiler an die Grenzen der jeweiligen Berggerechtsame (siehe obigen Lageplan). Nuancielle Unterschiede dieser beiden Schachtanlagen sind beispielsweise die Teufenlage der jeweils 1. Sohlen (bei Schacht Walter 376 m Teufe resp. – 153,7 m NN; bei Schacht Irmgard 384 m Teufe resp. – 158,6 m NN). Des Weiteren diente Schacht Walter ausschließlich der Förderung, Schacht Irmgard hingegen war einziehender Wetter- und gemeinsamer Fahrschacht.

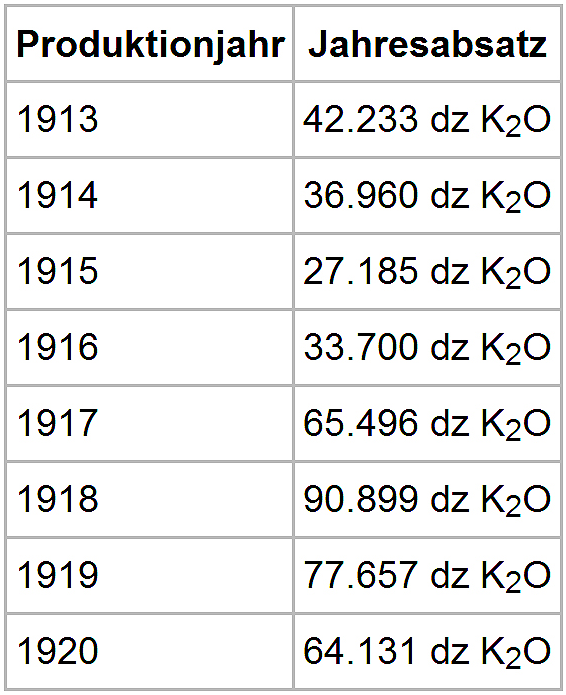
Produkt-Absatz der Kaliwerke der Gewerkschaften Irmgard und Walter

Über die Art und Menge des eingebrachten Versatzgutes liegen keine Angaben vor. Archivangaben zu Zahlenwerten über die Größenordnungen der Mengen abgebauten Steinsalzes, welche als Versatzmaterial für die Abbaukammern im Carnallitit bzw. Hartsalz genutzt wurden, liegen dem Artikelschreiber nicht vor. Somit ist auch der zum Zeitpunkt der Stilllegung der Schachtanlage noch offen gebliebene Grubenhohlraum nicht genau zu beziffern. Man schätzt – dem erhaltenen bergmännischen Rißwerk nach – den offenen Grubenhohlraum beider Schachtanlagen zum Zeitpunkt der Stilllegung auf etwa 125 Tm3. Inwieweit spätere (infolge Ersaufen) oder noch aktive (durch rezente Zuflüsse) subrosive Veränderungen der Hohlraumkonfiguration verursachten oder noch bewirken, soll an dieser Stelle nicht bewertet werden.

### Die fabrikatorische Verarbeitung
Die geförderten Salze wurden per Gleis in die Fabrikanlagen der „Gewerkschaft Heldrungen II“ weitertransportiert und dort verarbeitet.
Die linksstehende Tabelle zeigt einige Absatzzahlen der in den Abbaufeldern Walter und Irmgard gewonnenen Kalisalze (in Doppelzentnern (dz) K2O) :
1922 wurde die Absatzquote an andere Werke abgetreten.

## Die Stilllegung des Werkes
Zu Beginn des 20. Jahrhunderts erlebte die Bohrtätigkeit in Deutschland zur Suche von Kalisalz und Steinkohle einen wahren Boom.
Um die Ausuferung der Schaffung immer neuer Kaliwerke (sowie auch Steinkohlengruben) und damit Überproduktionen zu unterbinden, beschloss der preußische Landtag auf Antrag des Abgeordneten Karl von Gamp-Massaunen u. a. das „Gesetz, betreffend die Abänderung des Allgemeinen Berggesetzes vom 24. Juni 1865/1892, vom 5. Juli 1905 (G.B, S. 265)“, so bezeichnet als Lex Gamp.
Es führte zunächst zu einer vorläufigen Mutungssperre von zwei Jahren auf Kalisalze und Steinkohle. Das bedeutete, dass nur der Staat Bergwerkseigentum erwerben konnte. Dieser konnte es in Form eines zeitlich beschränkten dinglichen Gewinnungsrechts Dritten übertragen.
Die Lex Gamp war der Beginn weiterer staatlicher Eingriffe zur Vermeidung von Monopolbildungen bis hin zur Regulierung von Preisen und die durch maßlose Zunahme von Kalibergwerken bedingte Überproduktion. Letzterem diente auch die sogenannte Stilllegungsverordnung vom 22. Oktober 1921 („Verordnung betreffend Abänderung der Vorschriften zur Durchführung des Gesetzes über die Regelung der Kaliwirtschaft vom 18. Juli 1919“, (Reichs-Gesetzbl, S. 663) ).
Im § 83a dieser Verordnung heißt es: „Eine Änderung der für die Einschätzung maßgebenden Verhältnisse bleibt bis zum 31. Dezember 1953 auf den Fortbestand und die Höhe der Beteiligungsziffer derjenigen Werke ohne Einfluss, welche bis zu diesem Zeitpunkt freiwillig stillgelegt werden. Eine dahingehende unwiderrufliche Erklärung ist bis zum 1. April 1923 (verlängert bis 31. Dezember 1926) der Kaliprüfungsstelle abzugeben. Diese setzt unter Berücksichtigung der wirtschaftlichen Verhältnisse, insbesondere der Salzvorräte, den Zeitpunkt fest, bis zu welchem die Stilllegung durchgeführt sein muss; einer Verlängerung dieser Frist über den 1. April 1924 hinaus ist nicht zulässig. Eine Stilllegung im Sinne dieses Absatzes bedingt, dass jede Förderung von nutzbaren Mineralien aus dem stillgelegten Schachte unterbleibt. Ausnahmen kann nur der Reichswirtschaftsminister nach Anhörung des Reichskalirates und der Kaliprüfungsstelle bewilligen“.
Die Kaliprüfungsstelle erteilte im Jahre 1924 der Gewerkschaft Irmgard auf ihren Stilllegungsantrag von Ende 1923 eine Beteiligungsziffer von 67 % der durchschnittlichen Beteiligung aller Kaliwerke.

## Zustand der Schachtanlage nach deren Stilllegung
Dokumentiert ist, dass erste Schäden an der Schachtkonfiguration bereits im Dezember 1915 auftraten. Infolge starker Wasserzuflüsse brachen die untersten 25 m der Schachtausmauerung herein.

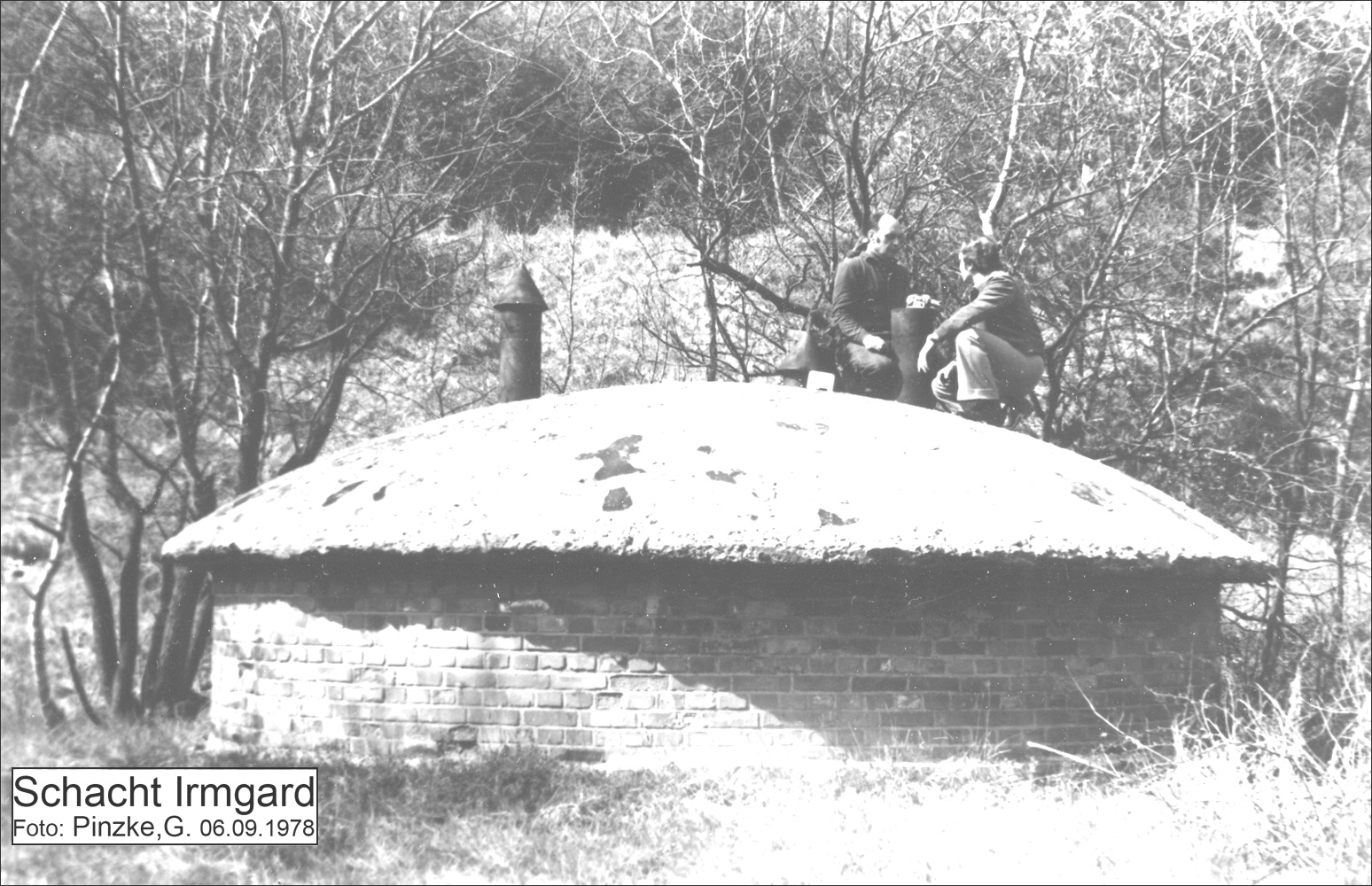
Untersuchungsarbeiten am Schacht Irmgard im Jahre 1978

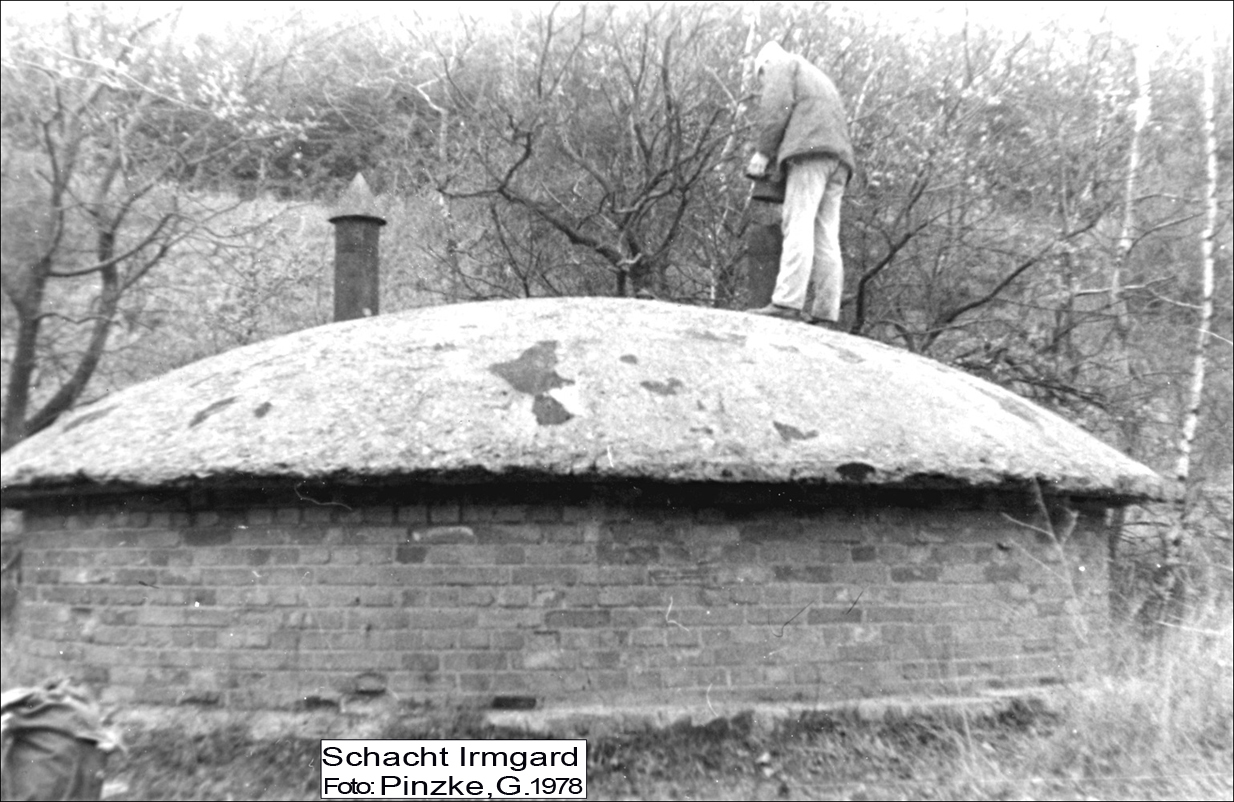
Untersuchungsarbeiten am Schacht Irmgard im Jahre 1978

Die 1978 erfolgten Untersuchungen am Schacht Irmgard (siehe nebenstehende Fotos) ergaben u. a. die Höhe der im Schacht anstehenden Wässer bzw. Lösungen bei +172,59 m NN. Die Höhenlage des angeloteten Schachtgrundes beträgt – 118,40 m NN. Eine aus dieser Teufe gezogene Gesteinsprobe des Schachtgrundes ergab: „Schluffstein, rotbraun, mit vereinzelten graugrünen Tonsteineinlagen, insgesamt weichplastisch, rollfähig („rückvertonter“ Unterer Buntsandstein). Im Schacht Irmgard war das Zufließen von Wasser aus der undichten Schachtverkleidung oberhalb des Schachtwasserspiegels hörbar. Die Größenordnung konnte nicht ermittelt werden; sie muss aber mehrere Minutenliter betragen.“ [Pinzke, 1978]
Die chemische Analyse aus einer Teufe von 342,24 m bei der in-situ-Temperatur von + 21,5 Grad ergab nachstehenden Gehalt an Einzelsalzen (alles in g/l): CaSO4 0,34; CaCl2 62,40; MgCl2 108,10; KCl 32,50; NaCl 71,80; Dichte 1,215 g/ml. Hier standen also 1978 ungesättigte Lösungen an. Dazu kamen weitere weniger mineralisierte Lösungen aus Buntsandsteinpartien, sodass von einer fortschreitenden salinaren Auflösung im Schachtbereich auszugehen war. Inwieweit diese Prozesse noch aktiv sind, können nur neue Untersuchungen abklären.

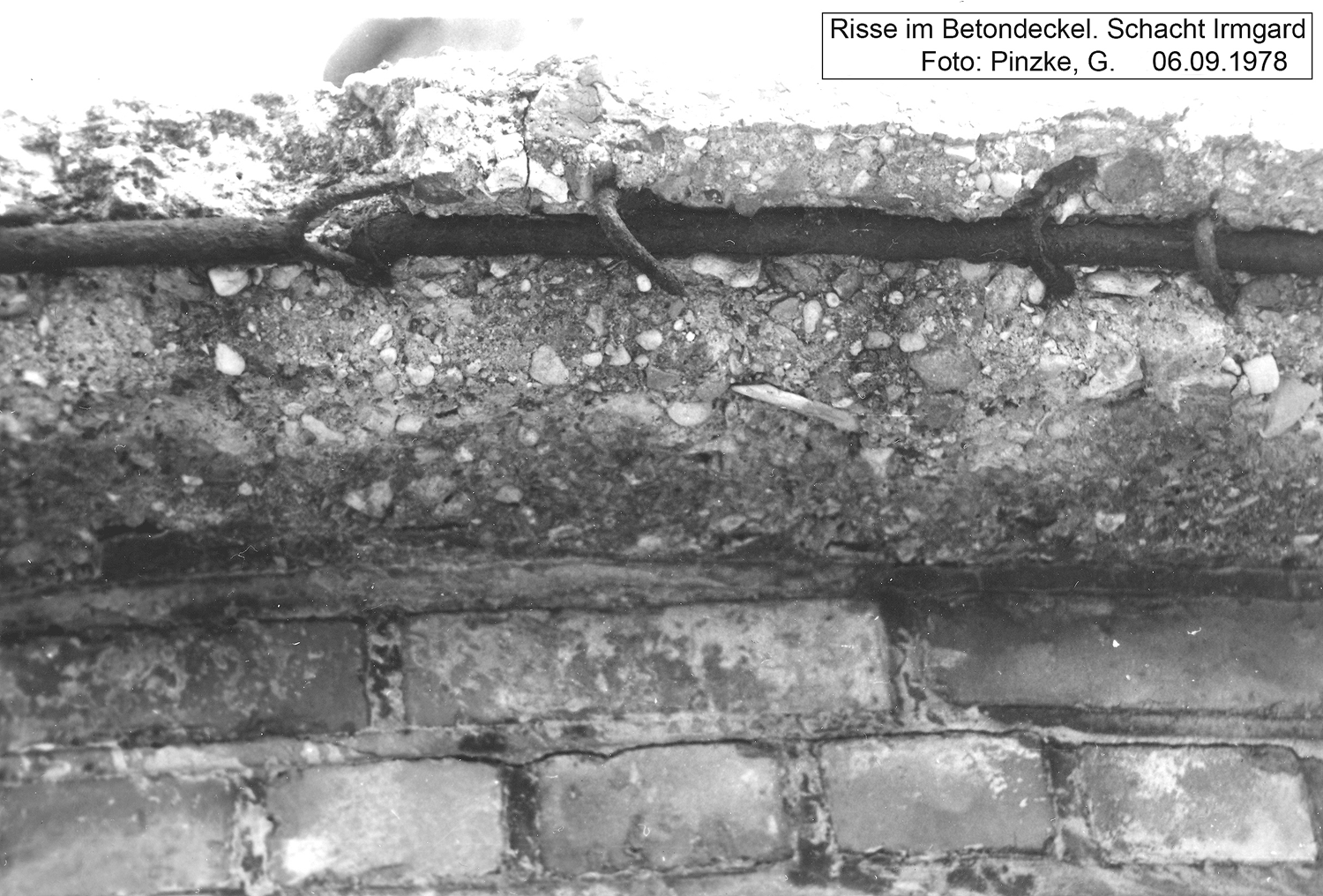
Verwitterungsschäden an der Schachtabdeckelung des Schachtes Irmgard im Jahre 1978.

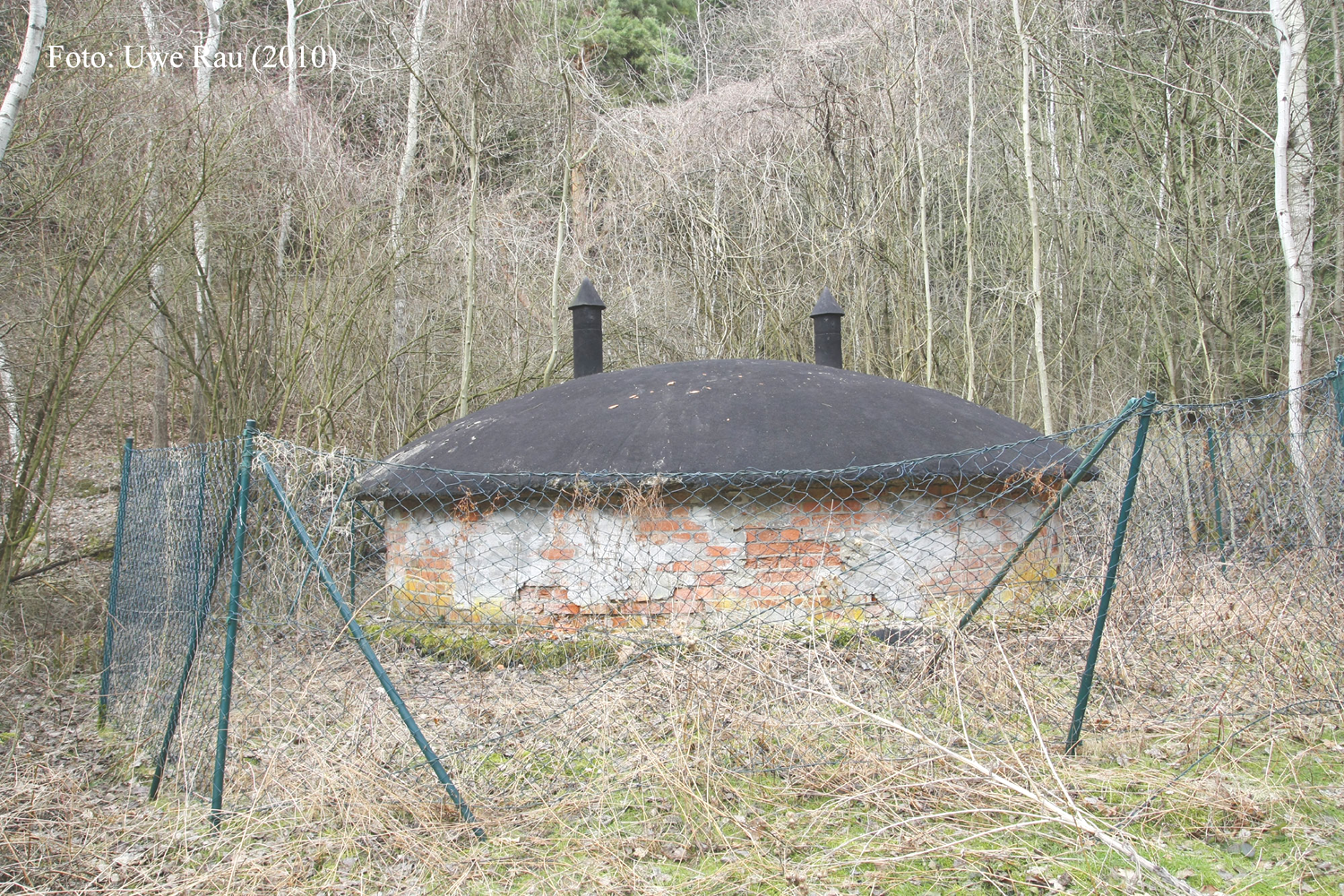
Ansicht der Schachtabdeckelung des Schachtes Irmgard im Jahre 2010

Nach 1945 wurde die Schachtanlage zum Eigentum des Volkes erklärt; 1953 wurde sie vom VEB Kaliwerk „Heinrich Rau“ Roßleben in Rechtsträgerschaft übernommen. Mit Erlass der Verwahrungsanordnung der DDR vom 10. Oktober 1971 (DDR-GBl. II Nr. 73) wurde der Rat des Bezirkes Halle für eine Vielzahl von Alt-Kalischächten, sogenannte „Grubenbaue alten Bergbaus ohne Rechtsnachfolger“, zuständig; somit auch für Schacht Irmgard. Mit dem Beitritt der DDR zum Geltungsbereich des Grundgesetzes galten diese stillgelegten Schächte auch als „stillgelegte Anlagen eines bergbaulichen Gewinnungsbetriebes, für den ein Rechtsnachfolger nicht vorhanden oder nicht mehr feststellbar ist“.
Anstelle der Räte der Bezirke traten die jeweiligen Landesregierungen bis zum Erlass entsprechender ordnungsbehördlicher Vorschriften („Thüringer Gesetz über die Gewährleistung der öffentlichen Sicherheit und Ordnung in Objekten des Altbergbaus und in unterirdischen Hohlräumen (Thüringer Altbergbau- und Unterirdische Hohlräume-Gesetz – ThürABbUHG“ vom 23. Mai 2001 (veröffentlicht im ThürGVBl Nr. 4 vom 31. Mai 2001, S. 41) i. d. F. der "Änderung durch das Thüringer Gesetz zur Anpassung von Behördenbezeichnungen in der Bergverwaltung vom 3. Dezember 2002 (GVBl S. 430, 431))) ein.
Somit steht bis dato diese stillgelegte Schachtanlage ordnungsrechtlich bezüglich der Fürsorgepflicht zwecks Gefahrenabwehr in der Zuständigkeit des Thüringer Landesbergamtes (siehe auch „Leitfaden Verwahrung Tagesschächte“). Zur Gewährleistung der öffentlichen Sicherheit wurde die Schachtröhre 1940/41 abgedeckelt (siehe obige Fotos). Gegenüber 1978 zeigte diese Schachtkopfsicherung im Jahr 2010 weitere größere Verwitterungsschäden. Der unmittelbare Zugang ist mittels Maschendrahtzaun vor unbefugtem Betreten gesichert. Schacht Irmgard und weitere dieser Relikte früherer bergbaulicher Tätigkeiten bedürfen auch weiterhin der Kontrolle und Fürsorge.